# Marika Arleman-Leander
Edla Anna Marika Arleman-Leander, född Arleman 30 maj 1917 i Stockholm, död 16 maj 1984 i Lund, var en svensk akvarell- och textilkonstnär.
Hon var dotter till Hjalmar Arleman och Anna Julin samt gift med Gunnar Larsson-Leander. Arleman-Leander studerade vid Högre konstindustriella skolan i Stockholm 1936–1939 och vid Konsthögskolans etsarskola 1942–1944 samt under studieresor till Italien, Frankrike, Schweiz och Paris. Hon medverkade i ett stort antal samlingsutställningar i Stockholm, Göteborg, Uppsala och Köpenhamn. 
Hennes konst består av blomstudier som är botaniskt riktiga. Arleman-Leander är representerad vid Nationalmuseum, Moderna museet, och i Gustav VI Adolfs samling. Hon är gravsatt i minneslunden på Norra kyrkogården i Lund.